# アルチュ・ボラト
アルチュ・ボラト（モンゴル語: Алчболд、中国語: 阿爾楚博羅特、1490年 - ?）とは、モンゴルのハーンであるバト・モンケ（ダヤン・ハーン）の息子の一人。エル＝ボーラ（El buγura）とも表記され、漢文史料においては「納力不剌台吉」と記されている。5オトク・ハルハを分封され、「内ハルハ五部」の始祖となった。

## 概要
ダヤン・ハーンとその正妻マンドフイ・ハトンの間の息子として生まれた。ダヤン・ハーンの六男と見られ、『蒙古源流』ではオチル・ボラトと双子で生まれたとも記される。『蒙古源流』によるとオチル・ボラトとアルチュ・ボラトが生まれそうな頃、オイラトの襲撃があったが、フンギラトのエセレイ大夫、ハチンのジフイ・ダルハン、バルガチンのバヤン・ボケ、アストのバト・ボラトの助けによって無事逃れ、双子を産むことができたという。

## 子孫
- フルハチ・タイジ（虎剌哈台吉） - アルチュ・ボラトの長男
  - ウバシ：ジャルウト部始祖。
  - シュブハイ (スバハイ)：バアリン部始祖。
- ハサル・ノヤン  - アルチュ・ボラトの次男